# Acrocercops obscurella
Acrocercops obscurella är en fjärilsart som först beskrevs av Turner 1894.  Acrocercops obscurella ingår i släktet Acrocercops och familjen styltmalar. Inga underarter finns listade i Catalogue of Life.